# Ilse Pagé
Ilse Pagé (née Ilse Hinniger à Berlin-Ouest) était une actrice allemande de cinéma et de théâtre.

## Biographie
Ilse Pagé suivit les cours de l'école d'art dramatique Max Reinhardt et fut ensuite engagée au Schillertheater par  Boleslaw Barlog.
Au cinéma, découverte par Wolf Göthe, elle obtint son premier rôle en 1957 dans un film de la DEFA, La police des mineurs intervient.
En 1981, elle a reçu un Deutscher Filmpreis

## Filmographie
- 1957 : La police des mineurs intervient (Berlin – Ecke Schönhauser...) de Gerhard Klein
- 1966 : Escrocs d'honneur (Ganovenehre) de Wolfgang Staudte
- 1966 : Razzia au F.B.I. (Um Null Uhr schnappt die Falle zu) de Harald Philipp
- 1967 : La Main de l'épouvante (Die blaue Hand) d'Alfred Vohrer
- 1967 : Le Moine au fouet (Der Mönch mit der Peitsche) d'Alfred Vohrer
- 1968 : Le Château des chiens hurlants (Der Hund von Blackwood Castle) d'Alfred Vohrer
- 1968 : La Vengeance du scorpion d'or (Im Banne des Unheimlichen)
- 1969 : L'Homme à l'œil de verre (Der Mann mit dem Glasauge) d'Alfred Vohrer
- 1979 : Le Tambour (Die Blechtrommel) de Volker Schlöndorff
- 1981 : Les Anges de fer (Engel aus Eisen) de Thomas Brasch
- 1988 : Le Triangle de la peur (Il triangolo della paura) d'Antonio Margheriti